# Saman Khoda
Saman Khoda (begin 8ste eeuw) is de stamvader van de Samaniden, een Perzische dynastie die van 819-999 heerste in Centraal-Azië.

## Biografie
Saman Khoda was een dehqan uit het dorp Saman in de provincie Balch in het huidige noorden van Afghanistan. Hij werd uitgenodigd door de gouverneur van Khorasan, Asad ibn Abdallah al-Qasri, voor een gesprek. Alhoewel Saman Khoda een aanhanger was van het Zoroastrisme, was erg onder de indruk van de vroomheid van Asad ibn Abdallah al-Qasri, dat hij zich bekeerde tot de islam. Hij noemde zijn oudste zoon Asad ter ere van de gouverneur.
Begin de negende eeuw zullen zijn vier kleinzonen, de dynastie van de Samaniden oprichten.